# 1591 Бейз
1591 Бейз (1591 Baize) — астероїд головного поясу, відкритий 31 травня 1951 року.
Тіссеранів параметр щодо Юпітера — 3,387.